# Sikaner

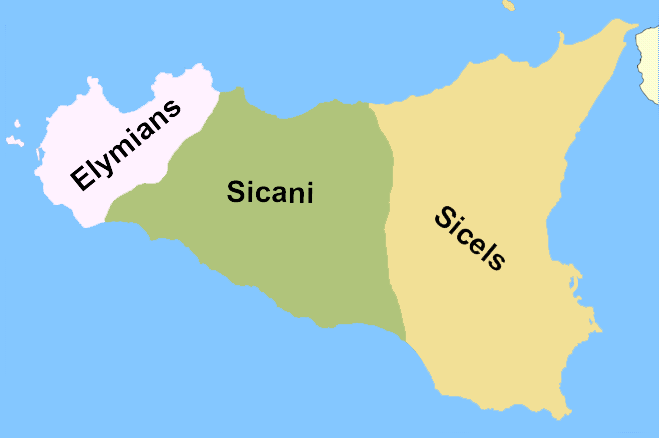
Folkslagen sikeler, elymer och sikaner: den ungefärliga utbredningen innan grekernas ankomst.

Sikaner (latin: sicani) var en folkgrupp som bebodde centrala och södra Sicilien under tidig järnålder. Ursprunget antogs av antikens författare vara antingen inhemskt eller iberiskt, meningarna var dock delade.